# サクラ大戦 ニューヨーク・紐育
『サクラ大戦 ニューヨーク・紐育』（サクラたいせん ニューヨーク ニューヨーク）は、2007年に発売されたOVA作品。

## 概要
セガのアドベンチャーゲーム作品であるサクラ大戦シリーズの『サクラ大戦V 〜さらば愛しき人よ〜』のその後を描いており、全3巻6話で構成される。本作は当初『V』のストーリー中の一編として構想されたが、やむなくカットされたエピソードを基にアニメ作品として製作されたものである。
2019年現在、サクラ大戦シリーズ最後のOVA作品である。

## 登場人物
- ジェミニ・サンライズ：小林沙苗
- サジータ・ワインバーグ：皆川純子
- リカリッタ・アリエス：齋藤彩夏
- ダイアナ・カプリス：松谷彼哉
- 九条昴：園崎未恵
- 大河新次郎：菅沼久義
- マイケル・サニーサイド：内田直哉
- プラム・スパニエル：麻生かほ里
- 吉野杏里：本名陽子
- 王行智：後藤哲夫
- 加山雄一：子安武人
- 大河双葉：笠原留美

### 本作のみに登場する人物
ツタンカーメン
声 - 神谷浩史
ニューヨークに突如として現れたターバンにスーツ姿の謎の青年。多数のミイラを従えていて、砂になって自らの姿を消すこともできる。プチミント（新次郎）の前に何度も姿を現す。モデルはエジプト王朝の王ツタンカーメン。
バステト
声 - 今野宏美
猫耳、コウモリのような翼、そして尻尾を持つ少女。ツタンカーメンに献身的に仕えている。その正体は黒猫。モデルはエジプト神話の女神バステト。
アンケセナーメン
声 - 大原さやか
ツタンカーメンの妻。ツタンカーメンがプチミントと面影を重ねている人物。モデルはツタンカーメンの妻アンケセナーメン。

## スタッフ
- 総合プロデューサー - 広井王子
- 監督 - 木村隆一
- シリーズ構成 - あかほりさとる
- キャラクター原案 - 藤島康介
- キャラクターデザイン - 松原秀典
- OVAキャラクターデザイン・総作画監督 - 北島信幸
- メカニックデザイン - 明貴美加
- OVAメカニックデザイン - 村田峻治
- 美術監督 - 杉本あゆみ
- 色彩設計 - 大西峰代
- コンポジットディレクター - 加藤友宜
- 編集 - 右山章太
- 音楽 - 田中公平
- 音響監督 - 百瀬慶一
- プロデューサー - 中山雅弘、福井隆
- 3DCG制作 - GONZO
- 3DCG制作協力 - N-DESIGN
- アニメーション制作 - AIC
- 製作 - SEGA、レッド・エンタテインメント

## 主題歌
オープニングテーマ
「地上の戦士」
作詞 - 広井王子 / 作曲 - 田中公平 / 編曲 - 根岸貴幸 / 歌 - 紐育華撃団・星組
エンディングテーマ
「タブー」（第1話、第2話）
作詞 - 広井王子 / 作曲 - 田中公平 / 編曲 - 浜口史郎 / 歌 - 松谷彼哉（ダイアナ・カプリス）、菅沼久義（大河新次郎）
「夜明け前」（第3話、第4話）
作詞 - 広井王子 / 作曲 - 田中公平 / 編曲 - 多田彰文 / 歌 - 小林沙苗（ジェミニ・サンライズ）、齋藤彩夏（リカリッタ・アリエス）
「ポアゾン〜クレオパトラより〜」（第5話、第6話）
作詞 - 広井王子 / 作曲 - 田中公平 / 編曲 - 澤口和彦 / 歌 - 皆川純子（サジータ・ワインバーグ）、園崎未恵（九条昴）

## 各話リスト
| 話数  | サブタイトル                   | 脚本     | 絵コンテ | 演出     | 作画監督 | 発売日       |
| ----- | ------------------------------ | -------- | -------- | -------- | -------- | ------------ |
| 第1話 | ミー&マイガール                | 子安秀明 | 木村隆一 | 木村隆一 | 大杉尚広 | 2007年4月4日 |
| 第2話 | X…and The City                 | 子安秀明 | 平池芳正 | 平池芳正 | 猪股雅美 | 2007年4月4日 |
| 第3話 | 星の輝く夜に                   | 子安秀明 | 木村隆一 | 木村隆一 | 大杉尚広 | 2007年6月6日 |
| 第4話 | マザー、アイウォントゥシング!  | 子安秀明 | 平池芳正 | 平池芳正 | 猪股雅美 | 2007年6月6日 |
| 第5話 | 禁断の楽園                     | 子安秀明 | 秋山勝仁 | 木村隆一 | 大杉尚広 | 2007年8月1日 |
| 第6話 | 紐育（ここ）より永遠（とわ）に | 子安秀明 | 木村隆一 | 木村隆一 | 猪股雅美 | 2007年8月1日 |